# Benny Engelbrecht
Benny Engelbrecht (født 4. august 1970 på Amager) er en dansk politiker. Han har siden 13. november 2007 været medlem af Folketinget for Socialdemokratiet. Han har været skatteminister i Regeringen Helle Thorning-Schmidt II 2014-2015 og transportminister i Regeringen Mette Frederiksen fra juni 2019 til februar 2022.
Engelbrecht trak sig som transportminister i februar 2022 som følge af, at Folketinget havde mistet tilliden til ham. Dette skyldtes, at støttepartiet Enhedslisten ikke længere kunne bakke op om Engelbrecht som minister, da han havde undladt at videregive oplysninger om negative klimamæssige konsekvenser af en transportaftale inden denne var indgået mellem Folketingets partier. 
Sammen med flere andre S-toppolitikere blev han i december 2024 udnævnt til kommandør af Dannebrog.

## Baggrund
Benny Engelbrecht er født og opvokset på Amager i København som søn af typograf Alf Sørensen og af Ulla Sørensen. Han gik i folkeskole på Kildevældsskolen på Østerbro 1977-1986. Folkeskolens afgangsprøve herfra er hans højeste formelle uddannelsesniveau. Som 20-årig flyttede han til Sønderborg, hvor han siden har boet. Han har haft en række job indenfor kommunikation og marketing, blandt andet som afdelingsleder i AOF SYD og marketingchef i Danimex Communication A/S. Han har desuden været studievært på Radio Sønderborg og haft sin egen musikbutik, ligesom han har været forsanger i bandet "Benny and the Black Ties".

## Politisk karriere
Engelbrecht blev i 2006 folketingskandidat for Socialdemokratiet i Sønderborgkredsen og har været medlem af Folketinget for Sydjyllands Storkreds siden folketingsvalget 13. november 2007. Han har haft en række ordførerskaber for sit parti, blandt andet som finansordfører 2015-2019, og var formand for Sydslesvigudvalget og for Transportudvalget 2011-2014. Som socialdemokratisk folketingsmedlem var han medlem af kaffeklubben "Morgenmadsklubben", som betegnes som partiets højrefløj.
Engelbrecht blev skatteminister ved en ministerrokade i Regeringen Helle Thorning-Schmidt II i september 2014, da forgængeren, den radikale Morten Østergaard, blev partiformand for Radikale Venstre og samtidig skiftede til posten som økonomi- og indenrigsminister. Engelbrecht var skatteminister i knap 10 måneder til 28. juni 2015, hvor regeringen gik af. Han blev transportminister i Regeringen Mette Frederiksen, da denne tiltrådte 27. juni 2019. Efter undersøgelser foretaget af mediet Ingeniøren, fratrådte han sin stilling som transportminister 3. februar 2022 (overtaget af Trine Bramsen) da et flertal i Folketinget erklærede mistillid til ham på grund af "skjulte tal for (5 mio ton) CO2-udledning under forhandlinger om infrastruktur til 160 mia. kr", bl.a usikre tal for hybridbiler.
En portrætartikel på Engelbrechts 50-års-fødselsdag i 2020 beskrev ham som en loyal og driftssikker partisoldat, der ikke stak for meget ud til hverken den ene eller den anden side.

### Bøger
Engelbrecht er forfatter til flere bøger. I 2011 udgav han sammen med Christel Schaldemose en debatbog om fødevarer kaldet 'Foodfight.eu'. I 2013 udkom hans portrætbog 'Rød Bonde' om landmanden og socialdemokraten Erik Lauritzen på forlaget Saxo. I 2017 udgav han sammen med sin bror journalisten Flemming Sørensen bogen 'De politiske håndværkere - om magt, indflydelse og resultater på Christiansborg' på Forlaget Pressto om det politiske maskinrum.

## Privatliv
I 1990 blev han gift med Charlotte Riis Engelbrecht. I februar 2020 kundgjorde Engelbrecht at han skulle skilles. I september samme år delte han fremdeles hjem med sin ex-kone, selv om de begge havde nye kærester. 